# UFC on ESPN: Makhachev vs. Moisés
O UFC on ESPN: Makhachev vs. Moisés (também conhecido como O UFC on ESPN 26 e UFC Vegas 31) foi um evento de artes marciais mistas promovido pelo Ultimate Fighting Championship que aconteceu em 17 de julho de 2021 nas instalações do UFC Apex em Enterprise, Nevada, parte da Área Metropolitana de Las Vegas, Estados Unidos. 

## Background
Na luta principal era esperado um combate nos pesos penas entre o ex- campeão peso pena do UFC Max Holloway e The Ultimate Fighter: o vencedor do peso pena da América Latina Yair Rodríguez foi escalada para ser a atração principal do evento.
No entanto, Holloway foi retirado da luta devido a uma lesão e espera-se que a dupla permaneça intacta e a luta será remarcada para um evento futuro.
A luta de peso galo feminino entre o ex- Strikeforce e a campeã dos pesos galo feminino do UFC Miesha Tate e Marion Reneau é esperada neste evento. Será a primeira luta de Tate desde o UFC 205, onde ela perdeu para Raquel Pennington por decisão unânime e decidiu se aposentar em seguida. 
Uma luta de pesos pesados entre Rodrigo Nascimento e Alan Baudot era inicialmente esperada para acontecer no UFC Fight Night: Font vs. Garbrandt .  No entanto, eles foram remarcados para este evento depois que Baudot se feriu. 
Herbert Burns e Billy Quarantillo eram esperados para se encontrarem em uma luta de penas neste evento.  Burns acabou desistindo no início de junho devido a um rompimento do ACL e foi substituído por Gabriel Benítez . 

## Bônus da Noite
Os lutadores receberam $50.000 de bônus.
- Luta da Noite:  Billy Quarantillo vs.  Gabriel Benítez
- Performance da Noite:  Miesha Tate,  Mateusz Gamrot,  Rodolfo Vieira e  Rodrigo Nascimento